# Görbeháza
Görbeháza község Hajdú-Bihar vármegyében, a Hajdúnánási járásban.

## Fekvése
A vármegye északnyugati részén található, a megyeszékhely Debrecentől körülbelül 50 kilométerre északnyugatra, Miskolctól és Nyíregyházától is hasonló távolságra.
Különálló településrésze Bagota, mely a központjától 9 kilométerre délre fekszik.
A közvetlenül határos települések: északkelet-kelet felől Hajdúnánás, délkelet felől Hajdúböszörmény, dél felől Balmazújváros, délnyugat felől Újszentmargita, nyugat felől Folyás, északnyugat felől pedig Polgár.

### Megközelítése
Legfontosabb közúti megközelítési útvonala a 35-ös számú főút, amely végighalad a központján, ezen érhető el Nyékládháza-Polgár és Debrecen-Hajdúböszörmény felől is; Hajdúnánással a 3508-as út kapcsolja össze. Határszélét északon érinti még a Polgár-Hajdúnánás közti 3501-es út is.
Áthalad a határai között az M3-as autópálya is, melyből ráadásul itt ágazik ki az M35-ös autópálya is, ezek révén az ország távolabbi részei felől is könnyen elérhető lenne, viszont le- és felhajtó csomópont nincs a területén, így a sztráda irányából Görbeháza legegyszerűbben a polgári csomóponttól érhető el.
Bagotát a község központjával a 33 121-es számú mellékút köti össze.

## Története
Görbeháza eredeti neve Görbeházpuszta, mely a szomszédos településhez, Polgárhoz tartozott. Nevét az ott lévő L alakú házról kapta, mely házformát ezen a vidéken "görbeháznak" mondanak. A hagyomány szerint ez a ház a Hortobágy puszta szélén, a pásztorok és betyárok által látogatott csárda volt, nagy pincével, melynek nyomai még ma is látszanak.
A falu története a szomszédos településsel, Polgárral fonódott össze, területe az egri káptalan polgári birtoktestéből szakadt ki.
Az 1910-es népszámlálás szerint Görbeház puszta lakott hely, 165 lélekkel. A Nagyatádi földreform során vetődött fel Polgáron egy telepes község létrehozásának ötlete. Az ötletet motiválta, hogy Görbeháza mai területe, a Nagykapros és a Lipcsei-hát nevezetű birtokok - melyeket egyébként is kiosztásra szántak - Polgártól messze (13 km-re) estek és azok kisebb darabokban való művelésre igen kedvezőtlennek mutatkoztak.
A földreform értelmében Görbeház-pusztán 1924-ben új telepes község jött létre.
A falu ténylegesen 1925 és 1929 között épült fel, tervszerű mérnöki kiosztásban, melyhez az építők állami hiteleket kaptak.
Népessége gyorsan növekedett, hiszen 1939-1940-ben az országos birtokpolitikai intézkedések következtében újabb telkeket osztottak ki. Ekkor önállósodása már nem volt kétséges, de erre formálisan csak 1945-ben került sor, ekkor lakóinak száma 1638 fő volt, s ebben az évben önálló jegyzőséget kapott, és ezzel érte el a nagyközségi rangot.
A korábban ideiglenesen Görbeházának nevezett község nevét a belügyminiszter 015.304 (1948.III.12.) számú rendelete véglegesítette.

## Közélete

### Polgármesterei
| Időszak   | Polgármester         | Párt      | Megjegyzés |
| --------- | -------------------- | --------- | ---------- |
| 1990–1994 | Gál Miklós           | független |            |
| 1994–1998 | Dr. Kósa György      | független |            |
| 1998–2002 | Gál Miklós           | független |            |
| 2002–2006 | Gál Miklós           | független |            |
| 2006–2010 | Dr. Pusztai Adél     | független |            |
| 2010–2014 | Giricz Béla Lászlóné | független |            |
| 2014–2019 | Giricz Béla Lászlóné | független |            |
| 2019–2024 | Giricz Béla Lászlóné | független |            |
| 2024–     | Magyar Sándor        | független |            |

A 2024. június 9-i polgármester-választás érdekessége volt, hogy a tisztségért egy olyan személy – Magyar Sándor – is elindult (sőt győzelmet is aratott egyetlen ellenfelével szemben), aki 2011 és 2024 szeptembere között (tehát konkrétan a választás időpontjában is) egy másik település, Folyás község polgármestere volt.

## Népesség
A település népességének változása:
| Lakosok száma | 2450 | 2408 | 2366 | 2298 | 2277 | 2249 | 2249 |
|               | 2013 | 2014 | 2015 | 2021 | 2022 | 2023 | 2024 |

2001-ben a település lakosságának közel 100%-a magyar nemzetiségűnek vallotta magát.
A 2011-es népszámlálás során a lakosok 88,5%-a magyarnak, 0,5% németnek mondta magát (11,5% nem nyilatkozott; a kettős identitások miatt a végösszeg nagyobb lehet 100%-nál). A vallási megoszlás a következő volt: római katolikus 44,4%, református 7,9%, evangélikus 0,2%, görögkatolikus 1,1%, felekezeten kívüli 27,9% (17,8% nem válaszolt).
2022-ben a lakosság 89,5%-a vallotta magát magyarnak, 0,5% németnek, 0,1-0,1% bolgárnak, cigánynak, szlováknak és románnak, 2,2% egyéb, nem hazai nemzetiségűnek (10,5% nem nyilatkozott; a kettős identitások miatt a végösszeg nagyobb lehet 100%-nál). Vallásuk szerint 6,5% volt református, 23,3% római katolikus, 0,9% görög katolikus, 0,5% egyéb keresztény, 0,4% egyéb katolikus, 0,4% evangélikus, 21,3% felekezeten kívüli (46,5% nem válaszolt).

## Nevezetességei
- Görbeháza a Hortobágyi Nemzeti Park közvetlen határában fekszik, közvetlen környezetében ritka növénytársulásokra és gazdag állatvilágra, a település belterületén tavasztól egészen nyár végéig a környéken egyedülálló számú gólyacsapatokra bukkanhatunk. Ezért nevezik Debrecenben a gólyák városának is.
- Görbeháza fekvése infrastrukturális szempontból nagyon kedvező, hisz az M3, és M35-ös autópálya közvetlen közelében helyezkedik el. A rendkívül kedvező fekvés lehetővé teszi, hogy a településről négy vármegyeszékhely érhető el egy órányi utazással: Debrecen, Miskolc, Nyíregyháza, Eger.
- Görbeházán található nevezetesség a múlt századi Nagykaprosról a templomhoz beszállított és felállított, legendákkal is övezett út menti kereszt.
- A polgármesteri hivatalt és a jegyzői lakot a település létesítésével tartják egyidősnek.
- A falu jeles alapítója és első főbírája Rapcsák János volt, aki közreműködött az utcanevek adásában is, tehát a község keresztapjának tartják.
- A messze földön híres nagy mesélőt, Forgács Sándor juhászt is számon tartja a falu népe.
- A káptalan emlékét az utóbbi Kolozsvári névre átkeresztelt Káptalan utca őrzi.
- 1967-ben a vízműkút fúrása idején a jelenleg lezárt és észlelőkútként megmaradt próbafúrás kútjából termálvíz tört fel. A termálvíz felhasználási lehetősége jelenleg kiaknázatlan.